# Даниэлу, Ален
Ален Даниэлу (фр. Allein Daniélou; 4 октября 1907, Нёйи-сюр-Сен — 27 января 1994, Лоне, Во) — французский историк, интеллектуал, музыковед

, индолог, известный эксперт по одному из основных направлений индуизма — шиваизму.

## Биография
Ален Даниэлу родился в семье Шарля и Мадлен Даниэлу (в девичестве Кламорган). Отец его был политиком-антиклерикалом из Бретани, несколько раз занимал пост министра, писателем и поэтом. Мать происходила из древнего нормандского дворянского рода, ревностная католичка, активно занималась развитием образования, основала религиозный орден, несколько образовательных учреждений для женщин. Старший брат Жан, католический теолог, историк, кардинал; член Французской академии. Титулярный архиепископ.
Ален получил хорошее образование. Талантливый с детства, особенно в музыке и живописи, учился пению у известного шансонье Шарля Панзера, классическому танцу у Николая Легата.
В 1932 году, отправился с исследовательской миссией и в поисках приключений в афганский Памир, где познакомился и подружился с будущим королём Афганистана Захир-Шахом, в 1934 принял участие в авторалли Париж — Калькутта.
С швейцарским фотографом Раймондом Бурнером совершил путешествия по Северной Африке, Ближнему Востоку, Индонезии, Китаю и Японии, прежде чем, наконец, оказаться в Индии.
После этого его жизнь изменилась, он поселился здесь и стал изучать под руководством лучших учителей традиционные индуистские учения, индийскую классическую музыку, хинди и санскрит. Вскоре стал учеником известного санньяси свами Карпатри, перевел некоторые сочинения индуистских шиваитских тантр.
Известный с этого времени под именем Шивашаран, был назначен профессором индуистского университета в Варанаси, а в 1949 году — директором колледжа индийской музыки. Переписывался с Рене Геноном по вопросам философских и религиозных подходов к индуизму Шивы и перевел на хинди ряд своих трудов.
В 1954 году Ален Даниэлу оставил университет и занял место заведующего библиотекой санскритских рукописей и изданий Теософского общества в Адьяре. Два года спустя, в 1956 году, был назначен директором Французского института индологии в Пудучерри.
В 1960 году Даниэлу покинул Индию и вернулся во Францию. В 1963 году создал Международный институт сравнительного музыковедения в Берлине. Занялся организацией концертов знаменитых музыкантов Азии и Востока, стал издавать на дисках сборники традиционной и религиозной восточной и индийской музыки под эгидой ЮНЕСКО.
Опубликовал ряд книг по традициям и культуре Индии, которые были переведены и изданы на многих языках мира.
Труды Даниэлу получили общественное признание — он стал офицером Почетного легиона, офицером французского ордена «За заслуги» и Командором ордена искусств и литературы Франции, в 1981 году получил премию ЮНЕСКО за достижения в развитии музыки, стал «Человеком года» в 1989 году.
Ален Даниэлу умер в Швейцарии 27 января 1994 года и, как истинный индуист, завещал, чтобы его кремировали.

## Избранные труды
- While the Gods play, Shaiva Oracles & Predictions on the Cycles of History & Destiny of Mankind
- Gods of Love & Ecstasy, The Tradition of Shiva & Dionysus, Omnipresent Gods of Transcendence
- The Hindu Temple; Deification of Eroticism
- Music and the Power of Sound
- A Brief History of India (Inner Traditions, 2003)
- The first unabridged translation of the Kama Sutra
- Virtue, Success, Pleasure and Liberation (The Four Aims of Life)
- Ragas of North Indian Classical Music
- The Way to the Labyrinth: An Autobiography published by New Directions
- The Myths and Gods of India, Hindu Polytheism
- Yoga, The Method of Re-Integration
- Yoga, Mastering the Secrets of Matter and the Universe
- Fools of God
- Song-poems — Rabindranath Tagore, Texts in English, French and Bengali & Melodies
- The Congress of the World With miniatures of tantric cosmology
- Sacred Music, its Origins, Powers and Future, Traditional Music in Today’s World
- The situation of Music and Musicians in the countries of the Orient
- Introduction to The Study of Musical Scales
- Northern Indian Music: Vol. One, Theory, History and Technique
- Northern Indian Music: Vol. Two, The Main Ragas
- The Phallus, Sacred Symbol of Male Creative Power

## Дискография
- Unesco Collection: A Musical Anthology of the Orient
- Anthology of Indian Classical Music — A Tribute to Alain Daniélou
- Musiciens et Danseurs de la caste des Ahirs, 1951
- Religious Music of India, 1952
- Musical Sources (Philips, Holland)
- Anthology of North Indian Classical Music'